# Festival de Donaueschingen
Le Festival de Donaueschingen (en allemand : Donaueschinger Musiktage) est un festival de musique contemporaine, qui a lieu chaque année dans la ville de Donaueschingen, en Forêt-Noire (Bade-Wurtemberg), le troisième week-end d'octobre. Créé en 1921, c'est le plus ancien festival de musique contemporaine au monde, et l'un des plus connus et des plus prestigieux.

## Historique
En 1913, la Société des Amis de la Musique de Donaueschingen fut créée sous les auspices de la Maison de Fuerstenberg. Rapidement émergea l'idée de créer un petit festival de musique de chambre pour promouvoir de jeunes talents. Un comité de musiciens prestigieux, parmi lesquels Ferruccio Busoni, Joseph Haas, Hans Pfitzner, Arthur Nikisch et Richard Strauss, se réunit en 1921 pour discuter des formes que pouvait prendre cet événement.
Le 31 juillet 1921 eut lieu le premier concert au cours duquel fut créé le 3equatuor à cordes, opus 16, de Paul Hindemith. Furent également créées lors de ce concert d'inauguration des œuvres de Alois Hába et Ernst Krenek.
Trois ans plus tard, les compositeurs invités étaient Arnold Schönberg, Anton Webern, et Josef Matthias Hauer, qui étaient parmi les plus grands représentants de l'École Viennoise et du dodécaphonisme. En 1925, l'étendue du festival s'élargit, pour proposer des œuvres chorales et un an plus tard, des œuvres pour instruments à vent et orchestre. Avec des formes de musique et d'art expérimentales comme le 'Triadic Ballet' d'Oskar Schlemmer, le festival engloba un large champ d'activités croissantes et devint de plus en plus attractif pour les compositeurs d'avant-garde de même que pour les artistes de l'Art performance.
En 1927, le festival fut transféré à Baden-Baden. Pendant les années 1931-1933, 1935, 1940-1945, et 1948-1949, tous les concerts furent annulés à cause de la situation politique internationale globale. Au lieu des concerts de musique de chambre d'origine, le Parti national socialiste organisa ses propres concerts, de 1933 à 1935, rebaptisés Célébration Musicale de Donaueschingen ou Ancienne et Nouvelle musique de chambre de la Région de Souabe.
Après la guerre, la Société des Amis de la Musique put rétablir le festival sous le nom de Festival de musique contemporaine de Donaueschingen. Une convention entre la Radio d'Allemagne de l'Ouest de Baden-Baden et son orchestre déplaça le pole de programmation vers des œuvres pour plus grand orchestre. En 1951, Olivier Messiaen et son élève Pierre Boulez proposèrent de nouvelles œuvres, parmi d'autres plus anciennes d'Hindemith et Béla Bartók.
Depuis 1993, chaque festival a son propre thème.
- 2019[1]
- 2021 : centenaire[2]
- 2022[3]
- 2023[4]

## Liste de compositeurs sélectionnés
- 1921 : Alban Berg, Alois Hába, Ernst Krenek, Philipp Jarnach, Anton Webern, Arnold Schönberg, Josef Matthias Hauer, Paul Hindemith.
- 1925 : Hanns Eisler, Paul Dessau, Igor Stravinsky.
- 1927 : Kurt Weill, Darius Milhaud.
- 1951-1960 : Michel Ciry, Pierre Boulez, Olivier Messiaen, Hans Werner Henze, Karlheinz Stockhausen, Bernd Alois Zimmermann, Luigi Nono, Earle Brown, John Cage, Henri Pousseur, Iannis Xenakis, Pierre Schaeffer, Pierre Henry, Luciano Berio, Elliott Carter, Mauricio Kagel, Edgard Varèse, Krzysztof Penderecki.
- 1961-1980 : György Ligeti, Heinz Holliger, Alfred Schnittke, Dieter Schnebel, Wolfgang Rihm, Helmut Lachenmann, Hans Zender, Brian Ferneyhough, Peter Eötvös, Younghi Pagh-Paan.
- Depuis 1981 : Klaus Huber, w:de:Mathias Spahlinger, w:de:Dror Feiler, w:de:Antoine Beuger, Olga Neuwirth, Julio Estrada, Peter Ablinger, w:de:Diego Minciacchi, Benedict Mason, Silvia Fómina, Frederic Rzewski, Misato Mochizuki, Jörg Widmann, Mark Andre.

## Enregistrements et sources
Chez w:de:Col legno (Plattenlabel) au moins de 1990 à 2004, puis chez w:de:Neos Music à partir de 2006.
- 1990 : Luigi Nono Bruno Maderna w:de:Christoph Straube w:de:Mathias Spahlinger[6]
- 1993[7]
- 1994[8]
- 2002[9]
- 2005 1 2 3[10]
- 2006 : 1 2 3 4 chez w:de:Neos Music
- 2007 4 CD[11]
- 2008[12]
- 2009 : 1[13] 2[14] 3[15]
- 2010[16]
- 2011[17]
- 2012[18]
- 2013[19],[20]
- 2014[21]
- 2015[22]
- 2016[23]
- 2017[24]
- 2018[25]
- 2019[26]

À venir : 
- 2022[3]
- 2023